# Czistyje Prudy (obwód królewiecki)
Czistyje Prudy (do 1938 niem. Tollmingkehmen, w latach 1938–1946 niem. Tollmingen) – wieś w Rosji, w obwodzie królewieckim, w rejonie niestierowskim. W 2010 roku liczyła 562 mieszkańców.

W miejscowości zmarł litewski poeta luterański Kristijonas Donelaitis.

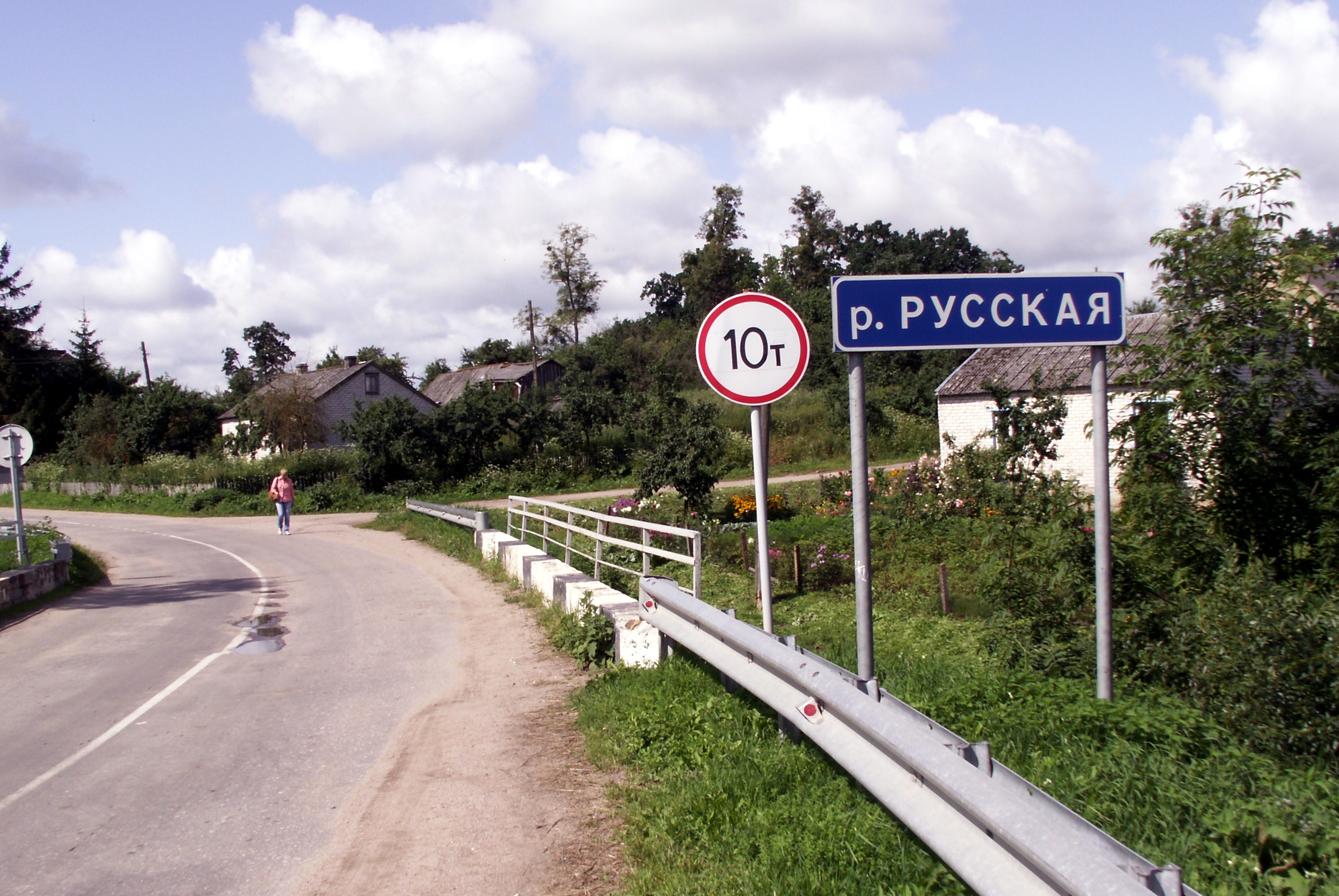
Rzeka Russkaja w Czistych Prudach

## Geografia
Wieś leży około 12 kilometrów od granicy polsko-rosyjskiej i około 17 kilometrów od granicy litewsko-rosyjskiej. Przez wieś przepłwa rzeka Russkaja. Najbliższym miastem w linii prostej jest polska Gołdap (ok. 18 km).

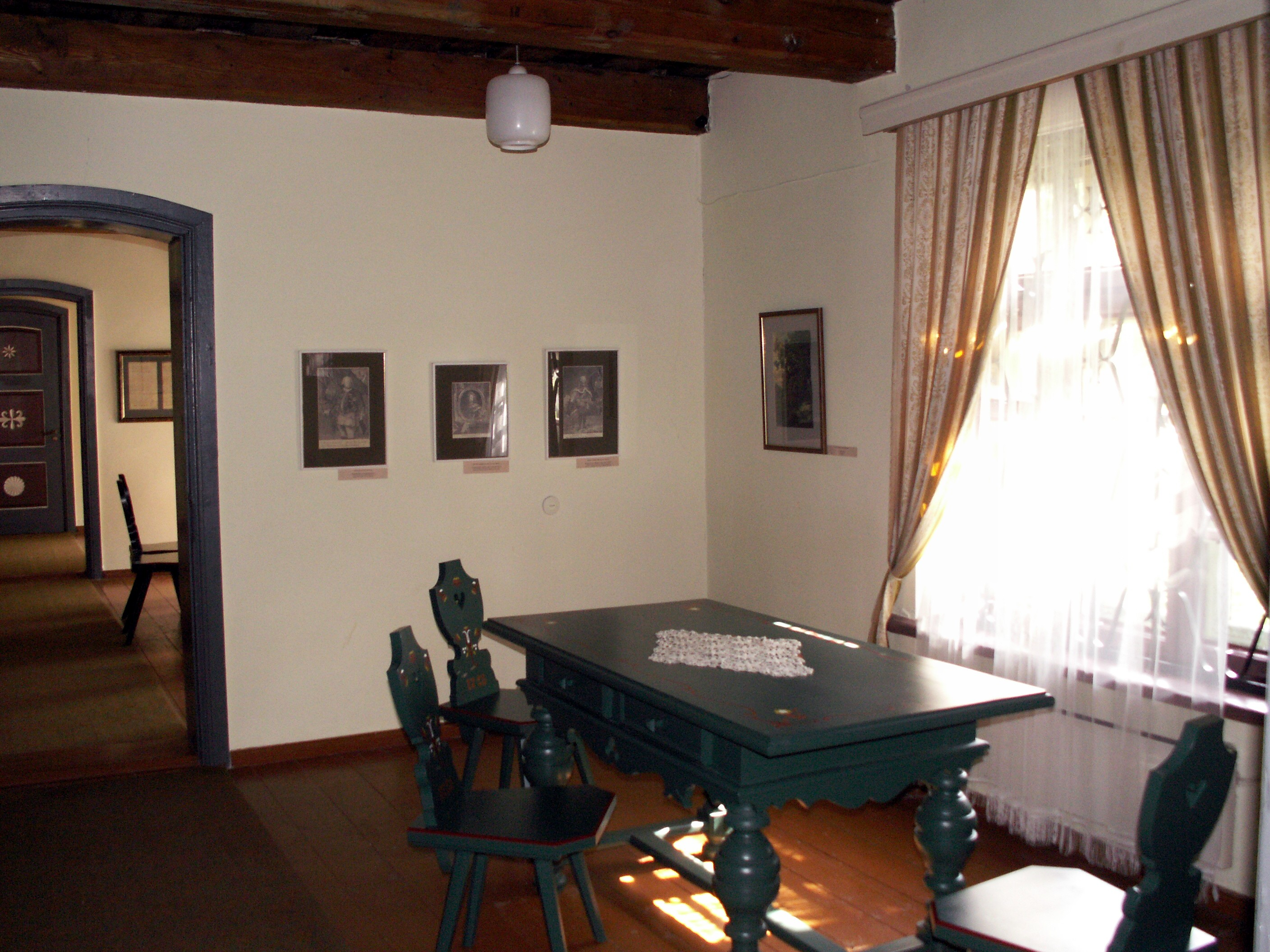
Muzeum

## Historia
Wieś została utworzona w 1589 roku. W roku 1756 zbudowano luterański kościół, w którym służył litewski pastor Kristijonas Donelaitis w latach 1743–1780. Od 11 października 1979 jest to poświęcone jemu muzeum.
W 1938 roku nazwa została zmeniona na Tollmingen, a w 1946 roku na Czistyje Prudy.

## Komunikacja

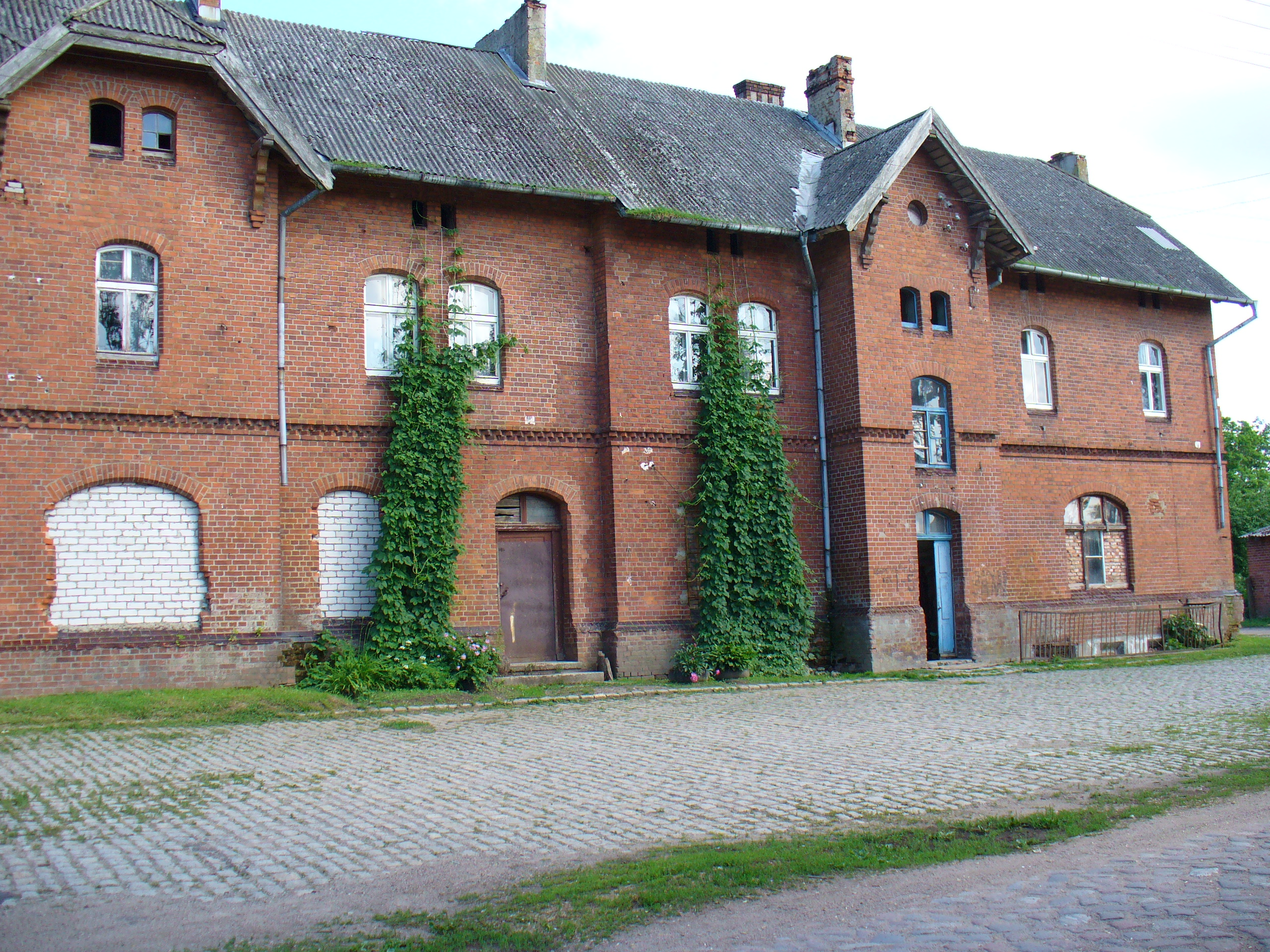
Stary budynek dworca

### Drogi
Przez wieś przebiega droga 27K-058, która biegnie od Krasnolesja, przez Niestierow i Babuszkino do rejonu krasnoznamieńskiego. We wsi droga ta łączy się z drogami do Czkałowa (27K-408) i łącznikiem do drogi 27A-011, która łączy Gusiew z przejściem granicznym w Gołdapi (27K-180).

### Kolej
Do wsi w 1901 roku doprowadzono kolej na linii Niestierow-Krasnolesje. Obecnie jest to linia nieczynna. W starym budynku dworca działa sklep „Staryj Vokzal” (Stary Dworzec), stan na sierpień 2020.

## Galeria

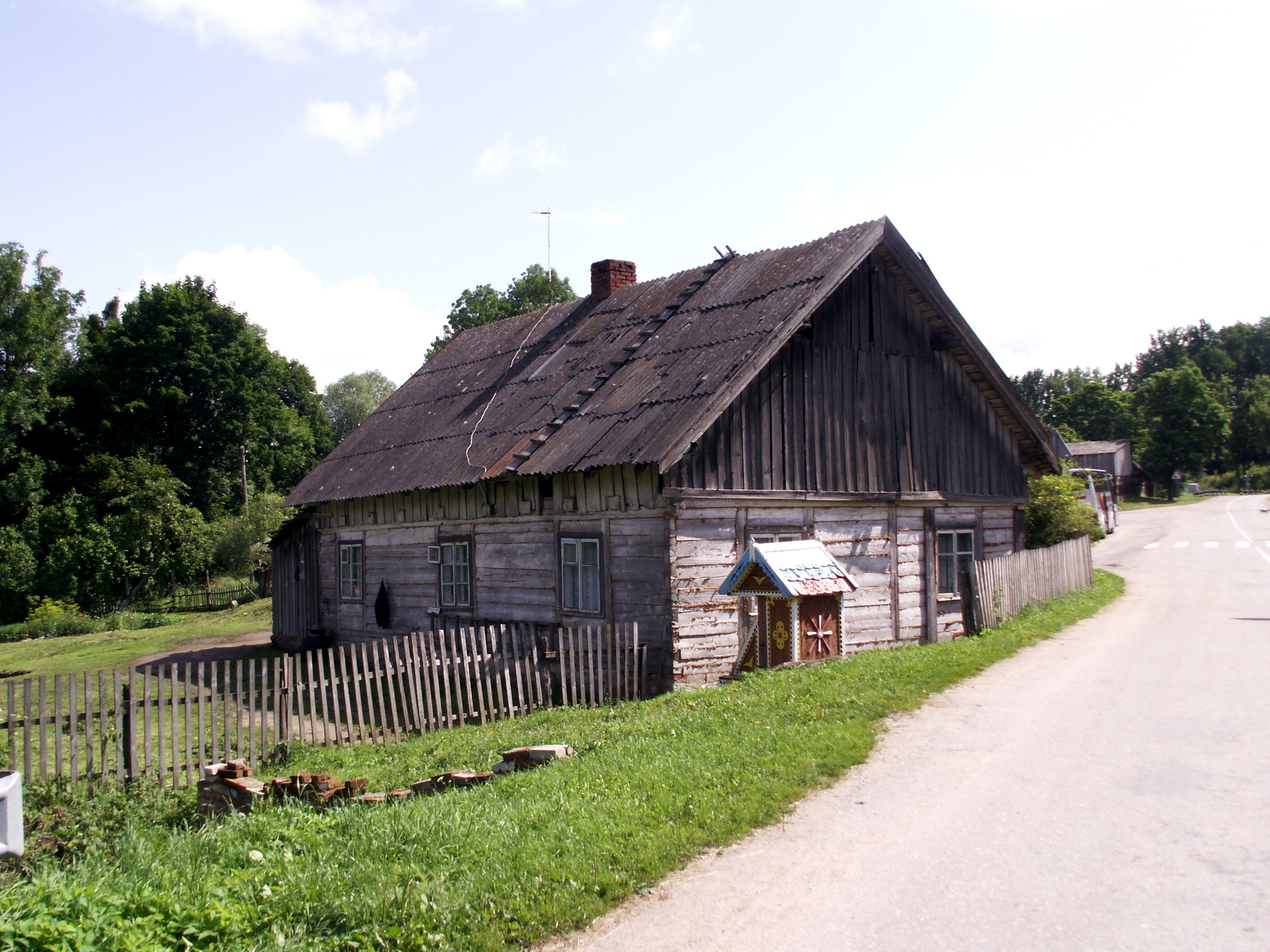
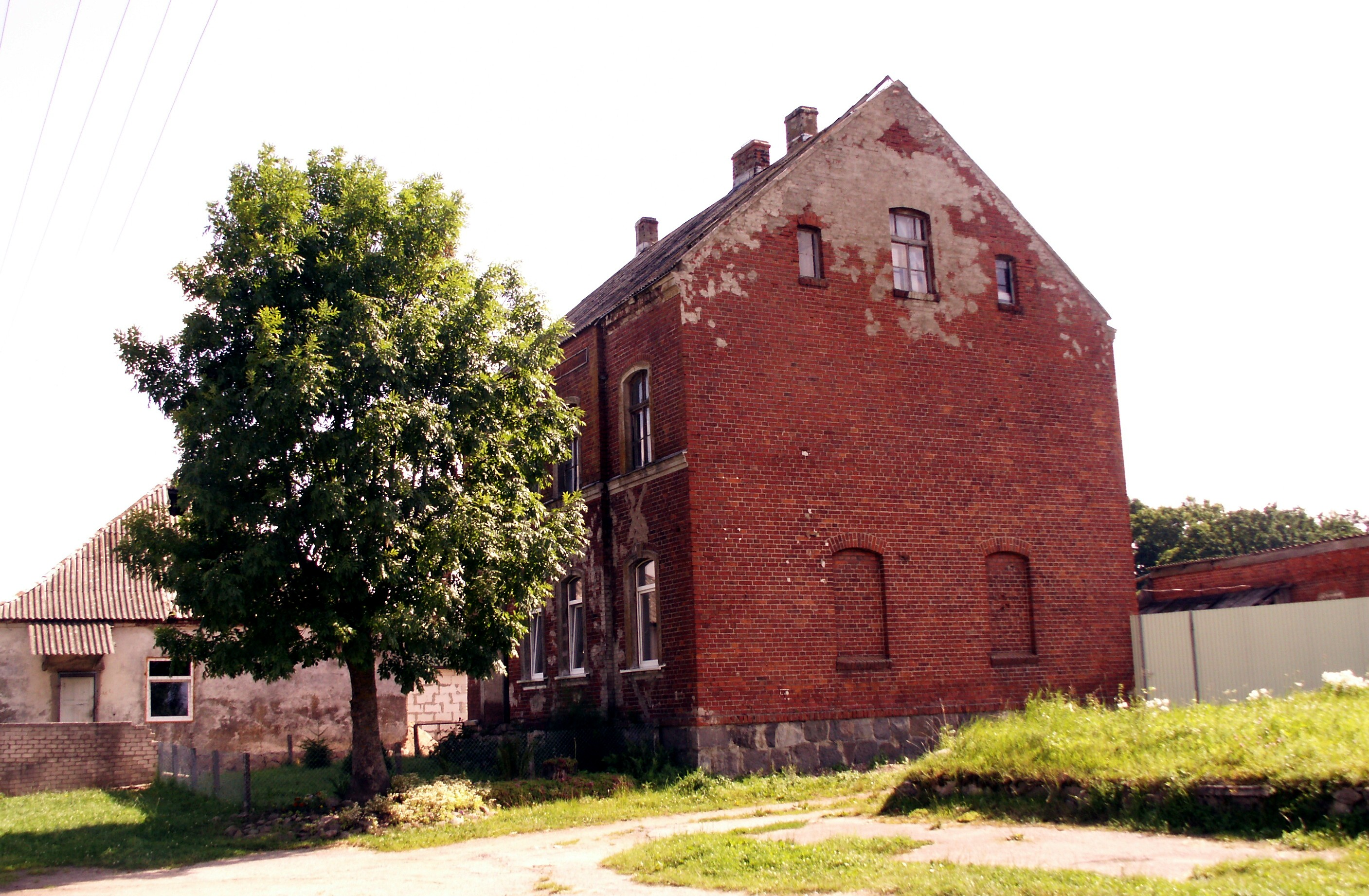
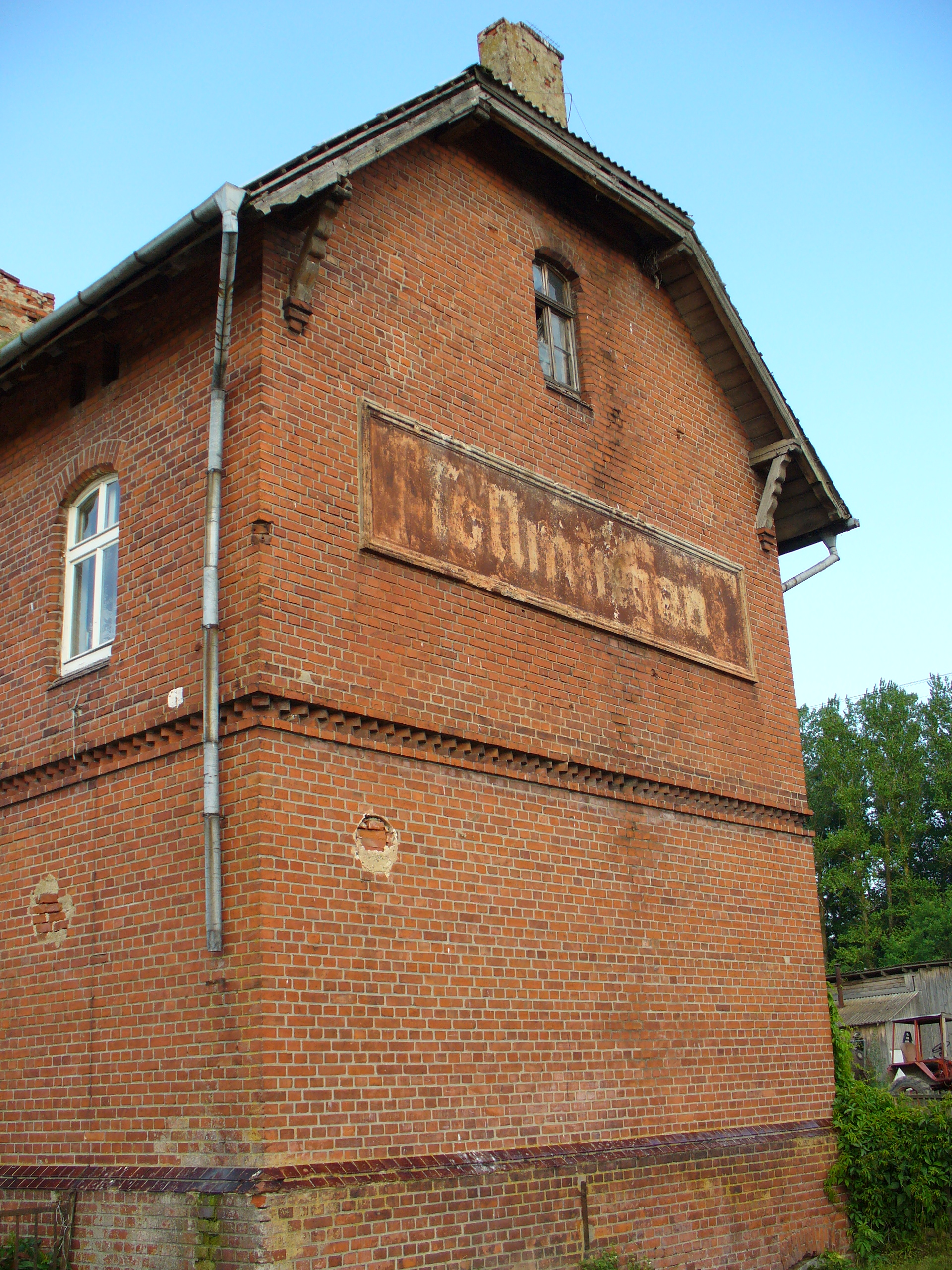
Napis „Tollmingen” na dawnym dworcu
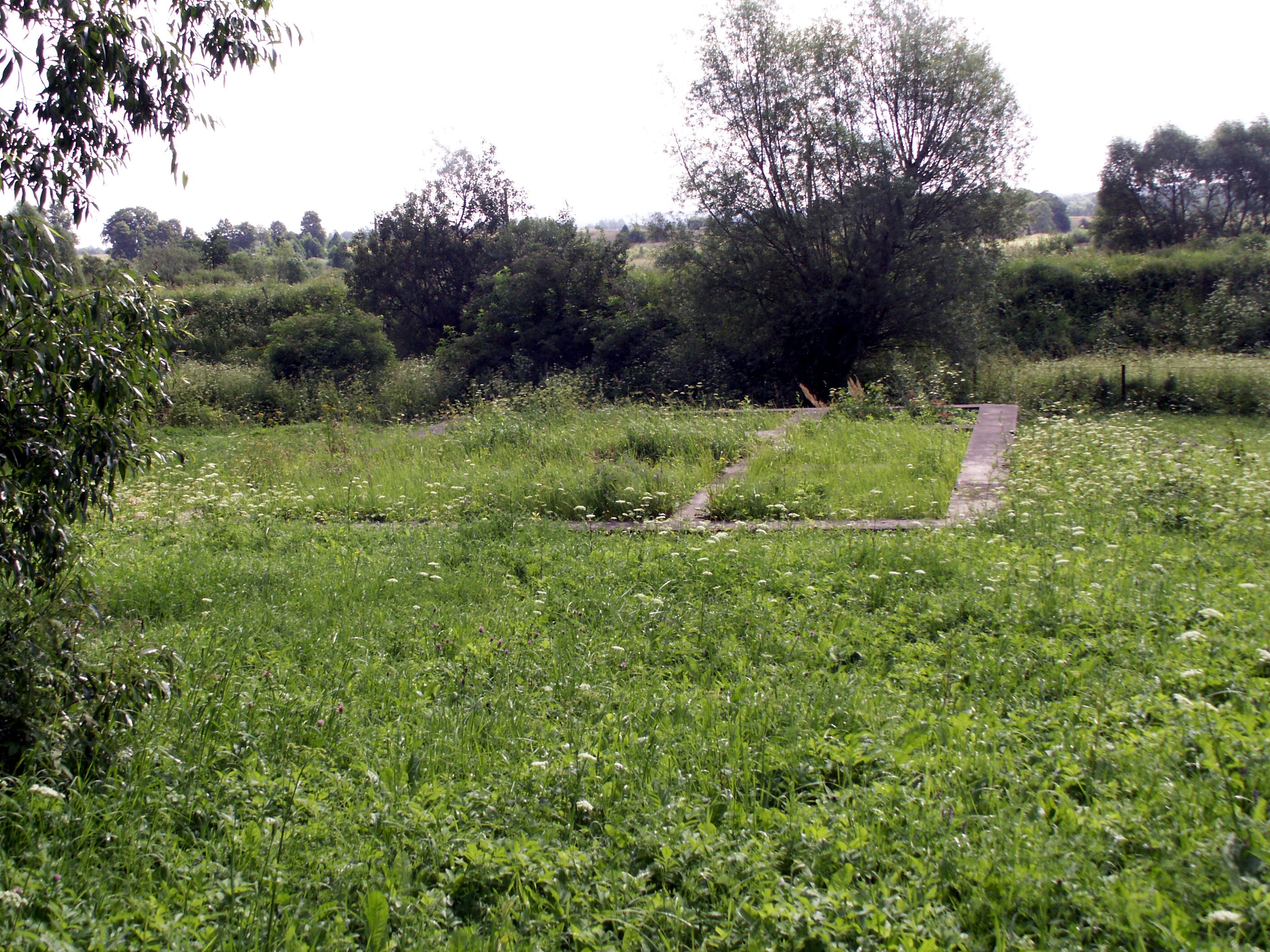
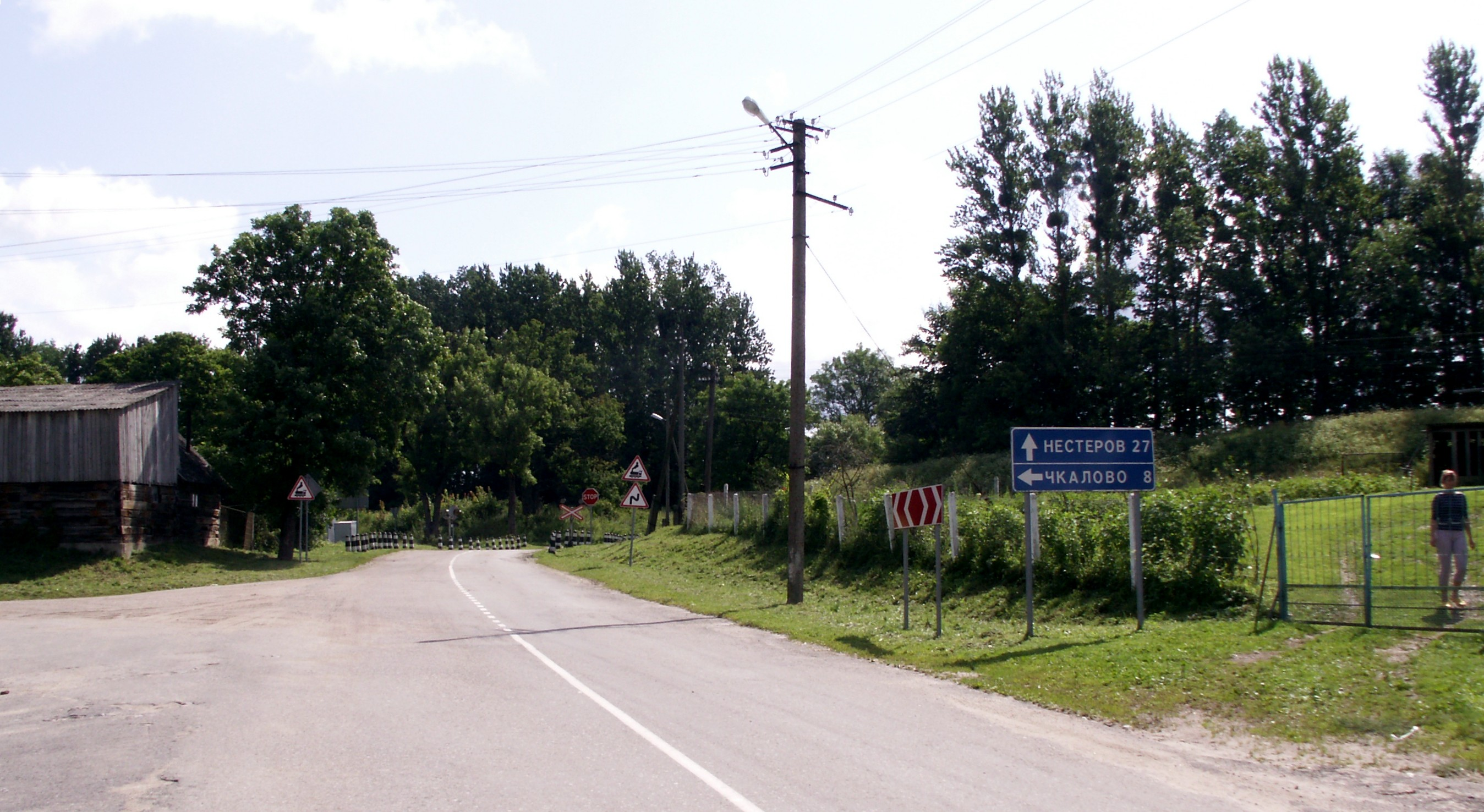
Skręt na Czkałowo